# Christian Pogats
Christian Pogats (* 9. April 1967 in Wien; † 29. Juli 2010 in Eisenstadt, Österreich) war ein österreichischer  Schauspieler und Sänger.
Pogats wuchs in Hornstein auf, maturierte 1987 in Eisenstadt und absolvierte ab 1989 eine Schauspiel- und Gesangsausbildung am Schubert-Konservatorium in Wien. Von 1992 bis 1997 hatte er ein Engagement am Wiener Theater der Jugend. Er trat auf deutschen und österreichischen Bühnen wie beispielsweise am Bayerischen Hof in München und an den Vereinigten Bühnen Graz auf.
Pogats spielte bei zahlreichen Fernsehserien mit, unter anderem hatte er von 2001 bis 2006 die Rolle des Zuckerbäckers Sebastian Frank in der Fernsehserie „Schlosshotel Orth“ inne.
Pogats war der Sänger und Frontman der burgenländischen Rockband Humphrey & die Funkberater, die sich 1997 auflöste.
Er wurde am Vormittag des 29. Juli 2010 tot in seiner Wohnung aufgefunden.
Christian Pogats wurde auf dem Stadtfriedhof Eisenstadt (Nr. 1203) beerdigt.

## Filmografie (Auswahl)
- 1998: Helden in Tirol

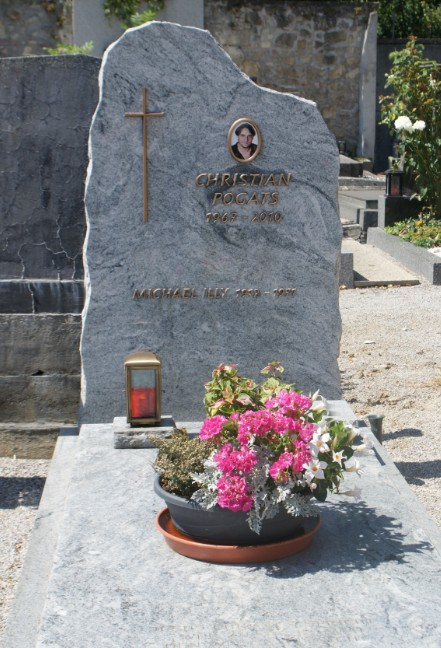
Grabstätte von Christian Pogats

- 2006: Die Rosenheim-Cops – Erst sterben, dann erben
- 2009: Ein halbes Leben
- 2010: Tatort – Operation Hiob
- 2011: Tatort – Vergeltung